# Antidetonatori
Antidetonatori (grč. άντί anti, protiv; lat. detonare, eksplodirati), spojevi koji se u malim količinama dodaju benzinu da bi mu povećali otpornost protiv samozapaljenja radne smjese, tj. smanjili mu oktanski broj.

## Svojstva
Prvi su se puta počeli ispitivati 1921., a u upotrebu su ušli dvije godine kasnije. Do danas su u svojstvu antidetonatora primjenjivani mnogi kemijski spojevi (ksilidin, monometilanilin, penta-karbonil-željeza i metil-ciklopentadienil-mangan-trikarbonil i dr.), ali se u upotrebi održalo samo tetra-etil-olovo — {\displaystyle {\ce {Pb(C2H5)4}}}, a od 1960. tetra-metil-olovo — {\displaystyle {\ce {Pb(CH3)4}}}, i njihove smjese.
Tetra-etil-olovo i teva-metil-olovo su bezbojne, prozirne tekućine, koje mirišu kao trulo voće. Smrtonosno su otrovni, u organizam prodiru kroz kožu i pluća. Potpuno se otapaju u ugljikovodicima, lako su topljivi u mnogim organskim spojevima, a netopljivi u vodi. Dobivaju se djelovanjem etil-klorida ili metil-klorida na leguru olova i natrija, a iz dobivene smjese se tetra-etil-olovo (ili tetra-metil-olovo) izdvajaju destilacijom s vodenom parom.
Da bi se prilikom sagorijevanja benzina izbjeglo taloženje olova i olovnog oksida na zidove cilindara, klipove i svjećice, tetra-etil-olovu i tetra-metil-olovu se dodaju organohalogeni spojevi (di-brom-etan, di-klor-etan) radi pretvaranja olova u hlapljiviji halogenid olova. Time se dobiva etilova tekućina ili etil-fluid, kojoj se, kao mjera sigurnosti, dodaje crvena, žuta ili plava boja otopljena u nafti.

## Upotreba i rukovanje
Izbor antidetonatora zavisi od načina proizvodnje i sastava benzina. Standardima je upotreba antidetonatora ograničena u Europi na 0,84 g Pb na litru benzina, a u Americi 1,1 g, prvenstveno zbog njegove otrovnosti. S porastom koncentracije antidetonatora smanjuje se rast oktanskog broja, pa se u suvremenim benzinima najčešće nalazi koncentracija oko 0,5 g. Jugoslovenska proizvodnja motornog benzina utrošila je u 1969. oko 1300 t raznih antidetonatora, a utrošak godišnje raste oko 20% (u 1970. oko 1700 antidetonatora).
Zbog velike otrovnosti, s antidetonatorima se rukuje po posebnim propisima. Radovi se vrše u zaštitnoj odjeći i obući, a transport i rukovanje etiliziranim benzinima podliježe propisima o lakozapaljivim tekučinama, dok se čišćenje rezervoara vrši po posebnim propisima radi zaštite od trovanja olovom. Pod normalnim uvjetima zalihe etiliziranih benzina mijenjaju se u razmacima od godinu dana.